# The Other Half (film, 1919)
Pour plus de détails, voir Fiche technique et Distribution.
The Other Half est un film américain écrit et réalisé par King Vidor, sorti en 1919.

## Synopsis
Donald Trent, le fils du propriétaire d'une usine de métallurgie, ne croit pas à la lutte des classes, et paye sa dette envers les autres en combattant dans les tranchées. À son retour à la maison, il dit à son père qu'il veut commencer par le bas et devient un ouvrier. Il travaille avec son copain de l'armée, le caporal Jimmy, lui-même machiniste. Alors que Donald et sa petite amie Katherine Boone aident Jimmy à soigner sa petite amie malade Jennie Jones, connu sous le nom "The Jazz Kid", Donald apprend que son père est mort et qu'il doit prendre le relais de l'entreprise.
L'attitude de Donald change bientôt, et quand Jimmy, maintenant contremaître, exige que des réparations soient effectuées pour protéger des vies, Donald refuse. Quand un mur s'effondre sur Jimmy et le rend temporairement aveugle, les ouvriers se mettent en grève. Katherine refuse de se marier avec Donald, et travaille pour un journal populaire parmi les pauvres. Après un article de Katherine, Donald change d'attitude, il entreprend des réformes et ils se marient. Jimmy recouvre la vue et se marie avec Jennie.

## Fiche technique
- Titre original : The Other Half
- Réalisation : King Vidor
- Scénario : King Vidor
- Photographie : Ira H. Morgan
- Société de production : Brentwood Film Corporation
- Société de distribution : Robertson-Cole Company
- Pays de production :  États-Unis
- Langue originale : anglais
- Format : Noir et blanc - 35 mm - 1,37:1 - Muet
- Genre : Drame
- Durée : 50 minutes
- Date de sortie :
  - États-Unis : 18 août 1919
- Licence : Domaine public

## Distribution
- Florence Vidor : Katherine Boone
- Charles Meredith : Donald Trent
- Zasu Pitts : Jennie Jones, alias « The Jazz Kid »
- David Butler : Caporal Jimmy
- Alfred Allen : J. Martin Trent
- Frances Raymond : Mme Boone
- Hugh Saxon : James Bradley
- Thomas Jefferson : Caleb Fairman
- Arthur Redden : le reporter du Star